# Miconia ioneura
Miconia ioneura är en tvåhjärtbladig växtart som beskrevs av August Heinrich Rudolf Grisebach. Miconia ioneura ingår i släktet Miconia och familjen Melastomataceae. Inga underarter finns listade i Catalogue of Life.